# ستون خاکستری
ستون خاکستری به توده تاحدی برآمده از ماده خاکستری در طناب نخاعی اشاره دارد. این توده به صورت سه ستون دیده می شود: ستون خاکستری قدامی، ستون خاکستری خلفی و ستون خاکستری خارجی (در تصویر سمت چپ با عنوان "3. Gray Commisure" نشان داده شده)، که تمامیشان در مقطع عرضی طناب نخاعی قابل رؤیت اند.